# جامع باب المصلى
جامع باب المصلى أو جامع مصلى العيدين هو جامع يقع خارج أسوار مدينة دمشق القديمة في منطقة عبيدان الحصن أو كما يسميها أهل الشام بميدان الحصى.. قرب ساحة باب المصلى ضمن حي الميدان التحتاني بدمشق.

## تاريخه
كان المصلى بالماضي في آخر البلد بطرفه الجنوبي بآخر نقطة من عمائر دمشق بالعهد الأيوبي.. وكان أهل الشام يقصدون المكان منذ أيام الأمويين لصلاة العيدين.. تأسياً بسنة رسول الاسلام حين أمر الرجال والشيوخ وشرع للنساء والصبيان أن يخرجوا لها. ولأنه كان يصلي العيدين في المصلى خارج البلد.. فكانوا يذهبون للمصلى في طريق ويعودون من طريق آخر.. أي مخالفة الطريق سواء كان إماماً أومأموماً وكان هذا المصلى مكشوفاً بأرض خاليه من أطراف دمشق الجنوبية.

## المباشرة ببنائه
أمر ببناء وتنظيم مصلى للعيدين مكان المصلى القديم في سنة 606 للهجرة الموافق 1210 للميلاد السلطان الأيوبي الملك العادل سيف الدين أبو بكر محمد ابن الأمير نجم الدين أيوب شقيق السلطان صلاح الدين الأيوبي بجانب مسجد النارنج القديم.حيث تولى أعمال البناء وزيره صفي الدين بن شكر وشرع في عمارة المصلى ولم يتهيأ له وقف في حينه، وبني له أربعة جدر (أي جدران) مشرفة بسور، وجعل له أبواب صوناً لمكانه من الميتات، ونزول القوافل، وجعل في قبلته محراب من الحجارة ومنبر عالي من حجارة، ولكن بدون سقف، وصار له أبواب من جوانبه الأربعة ومخصص فقط لصلاة العيدين - عيد الفطر السعيد وعيد الأضحى المبارك - ولكن الموت عاجل السلطان الأيوبي الملك العادل سيف الدين أبو بكر، ولم يتم الرواق الثاني منه. وبعد وفاة العادل بسبع سنين، عقدت قبة صغيرة فوق المصلى، وعمل للمصلى رواقان جديدان.
وفي نهاية سنة 613 هـ تم الفراغ من بناء المصلى ظاهر دمشق بعد أن ُرتب له خطيب مستقل، وأول من باشر الخطابة في العيدين الصدر معيد المدرسة الفلكية، ثم خطب بعده بهاء الدين بن أبي اليسر ثم بنو حسان.

## أهميته قديما
تكمن أهميته بموقعه على الطريق الذي شهد حركة الحج الشامي والعثماني ومسار جميع قوافل التجار من سوريا باتجاه الجنوب إلى الديار المقدسة في فلسطين والقدس.. وإلى الحرمين الشريفين بالمدينة المنورة ومكة المكرمة. ناهيك على أنه الطريق الوحيد إلى الديار المصرية من دمشق إذ ترتفع مئذنته التي تطل على حي الميدان بأكمله.

## وصف بناء الجامع
له جبهة حجرية ضخمة، ولكنها مشوهة بالدهان، فيها سقاية، وإلى جانبها الباب، ومن الباب يدخل إلى صحن عظيم جداً مربع مفروش بالحجارة البيض والسود والحمر، فيه بركة ماء اثنا عشرية، ورواق جنوبي يقوم على خمس قناطر مجصصة، وفيه محراب فوقه حجارة سوداء تزعم العامة من أهل الشام أنها من الكعبة. وتحت هذا الرواق باب غربي يؤدي إلى الحرم الصيفي الذي سقفه من خشب مسنم وتحته 19 ركيزة خشبية، ولهذا الحرم محرابان حجريان أحدهما كبير ضخم غريب من نوعه، ولعله المحراب القديم الأول الذي بناه ابن شكر، والثاني محراب عادي وهو إلى جانب المنبر الخشبي القديم المشوه بالدهان.
وللحرم خمسة عشر شباكاً ضخماً تطل على حديقة واسعة، وفي الجهة الشمالية من الصحن حرم آخر يُصلى فيه شتاءً، وله ستة شبابيك إلى الصحن، وفي الجهة الشرقية من الصحن رواق ضخم فيه متوضأ من مياه عين الفيجة.

## تجديده
تم تجديد الجامع على يد السيد: محمد أمين جلبي قباقبي زاده سنة 1217 للهجرة الموافق 1803 للميلاد أيام حكم الوالي العثماني للشام عزام زاده عبد الله باشا العظم.. كما تشير اللوحة الرخامية المثبتة على عتبة باب الجامع.كما تم تجديد المئذنة وسد جميع نوافذها الطولية عدا النافذة الأخيرة.. فجُعلت شرفتها مثمنة الشكل خالفت شكل الجذع تغطيها مظلة خشبية أخذت شكل الشرفة متوجة بقمة حجرية على شكل خوذة.
وفي أواخر ثمانينات القرن العشرين تم استبدال الذروة القديمة والتي كانت على شكل خوذة إلى ذروة بصلية.